# Nguyễn Tài Tuyển
Nguyễn Tài Tuyển húy là Kiêm sau đổi lại húy Tuyển tự Chu Sỹ hiệu Dụng Trai và Hiệu Phương Sơn sinh giờ Dần ngày 7 tháng 1 năm Mậu Tuất [1838], tại làng Thượng Thọ xã Thanh Văn tỉnh Nghệ An, mất ngày 12 tháng 8 năm Giáp Thân. Hưởng thọ 48 tuổi.

## Tiểu sử và sự nghiệp

### Tiểu sử
Cụ là hậu duệ đời thứ 23 của Trạng nguyên Nguyễn Hiền, hậu duệ đời thứ 21 của Đại doãn kinh sư Nguyễn Trung Ngạn và là ông cố nội của Giáo sư, Tiến sĩ, Nhà giáo Nhân dân Nguyễn Tài Cẩn.

### Sự nghiệp
Nguyễn Tài Tuyển đậu tiến sỹ xuất thân khoa Đinh Sửu, niên hiệu Tự Đức năm thứ 30 (1877), sau ra làm Tri phủ huyệnTương Dương, được sung sơn phòng Phó sứ Nghệ An, truy thụ Hàn lâm viện thị độc.

## Cuộc sống cá nhân
Gia phả họ Nguyễn Tài ở làng Thượng Thọ xã Thanh Văn huyện Thanh Chương chép:
Khi được hỏi về thời sự - Nam Kỳ lục tỉnh đang bị thất thủ, nên đánh hay nên hòa, lúc bấy giờ triều đình đang có ý chủ hòa cho nên có người dựa theo vậy chủ hòa có người lại nửa hòa nửa đánh, cụ Tuyển khẳng khái tâu: “nhất thiết phải đánh”, “ Thà đắc tội với triều đình chứ không chịu mang tội với thiên hạ, hậu thế”, vua Tự Đức khen “Văn hữu khí” [gia phả cụ Đức năm Bảo Đại thứ 19]. Cụ Nguyễn Tài Tuyển là nhà sư phạm “Đức hinh viễn bá” tiếng tốt đức độ lan truyền, danh tiếng được các bậc văn tài vị nể. Sau khi Cụ mất, môn đệ xuất sắc của Cụ là tiến sĩ khoa Giáp Thân, lãnh chức Đốc học Nghệ An là Song Quỳnh Dương cùng các môn sinh làm bia đá lớn ca ngợi công đức và tài năng của Cụ để ở từ đường, nay vẫn còn lưu. Nhà yêu nước Phan Bội Châu, "bậc anh hùng, vị thiên sứ, đấng xả thân vì độc lập, được hai mươi triệu con người trong vòng nô lệ tôn sùng", từng tặng cụ Tuyển câu đối: “Đế quảng khoa đồ cầu tấn nghĩa – Nhân ư đình đối địch văn chương” và chín chữ ca ngợi tài năng trác việt, thích thảng, quân tử, hùng văn của Cụ: “Tiên công vĩ đại bút hùng văn minh thế”, dịch nghĩa là: Tiên công xưa đã lấy đại bút, lấy hùng văn mà nổi tiếng ở đời. Bốn bộ sách thuộc Quốc sử quán triều Nguyễn là cơ quan chuyên trách việc nghiên cứu. Lưu trữ nhiều thư tịch tài liệu của tiền triều và những bộ thư tịch đồ sộ của hoàng triều viết về cụ Tuyển hiện đang còn lưu giữ tại Viện Hán Nôm. Sách Khoa cử và các nhà khoa bảng triều Nguyễn, do nhà sử học người Mỹ, Tiến sỹ sử học Jason Picard (huyền tôn tế của cụ Nguyễn Tài Tuyển) cung cấp.